# 東京都立総合工科高等学校
東京都立総合工科高等学校（とうきょうとりつ そうごうこうかこうとうがっこう）は、東京都世田谷区成城九丁目にある東京都立工業高等学校。

## 概要
東京都立小石川工業高等学校と東京都立世田谷工業高等学校を統合し、大学進学を視野に入れた進学重視型の工業系専門高校として2006年4月に開校した。野球部は都立校の中でも盛んな学校として知られており、2007年夏には創部2年目にして東東京大会のベスト32に進出、2009年夏には同大会ベスト8に進出した。2017年夏には西東京大会ベスト16に進出。
学習面では、数学･英語･物理で習熟度別授業を行い、資格習得や各種検定試験、大学受験のための学習会や模試などが行われるなど、生徒が学習をしやすい環境の作られた学校である。
2年次より各類型に分かれ、3年次では生徒の進路･興味･関心に合わせて自由に科目を選択し、恵まれた設備と広い校地の中でより高度で専門的な学習が行われる。
ロボカップ2011では世界大会へ出場し、世界第7位に入賞した。

## 沿革
- 2005年10月 - 設置認可
- 2006年
  - 2月 - 校歌制定
  - 4月 - 開校
- 2009年4月 - 森健 第2代校長に補せられる。
- 2013年4月 - 石崎規生 第3代校長に補せられる。
- 2016年4月 - 平田誠一 第4代校長に補せられる。

## 教育課程
- 全日制課程
  - 機械・自動車科
    - 機械類型
    - 自動車類型

  - 電気・情報デザイン科
    - 電気類型
    - 情報デザイン類型

  - 建築・都市工学科
    - 建築類型
    - 都市工学類型
- 定時制課程（夜間）
  - 総合技術科
    - 自動車コース
    - 電気・メカトロコース
    - 建築コース

## 校歌
- 『永遠（とわ）に輝け』（作詞：浅井慎平、作曲：山下洋輔）

## 交通アクセス
- 小田急線成城学園前駅 徒歩15分
- 京王線仙川駅 徒歩20分
- 小田急バス
  - 成城学園前駅西口より成02/成06/歳20/歳21 「都立総合工科高校前」下車
  - 仙川駅より成04/成05 「南入間町」下車

## 著名な出身者
- 山本一力（作家）
- 石川柊太 - 2010年度卒・千葉ロッテマリーンズ投手

## 著名な教職員・関係者
- 有馬信夫 - 同校硬式野球部元監督
- 弘松恒夫 - 同校硬式野球部現監督